# Академія образотворчих мистецтв (Катовиці)
Академія образотворчих мистецтв у Катовицях, (пол. Akademia Sztuk Pięknych w Katowicach) — вищий навчальний заклад, заснований у 2001 році в місті Катовицях на базі філії Академії образотворчих мистецтв імені Яна Матейка.
Академія має два відділи — проектний і художній.